# Klapka
Klapka – wieś w Polsce położona w województwie łódzkim, w powiecie wieluńskim, w gminie Biała.
W latach 1975–1998 miejscowość administracyjnie należała do województwa sieradzkiego. W 2011 roku we wsi Klapka liczba mieszkańców wynosiła 132.